# جیمز سی. مورتون
جیمز سی. مورتون (انگلیسی: James C. Morton؛ ‏ ۲۵ اوت ۱۸۸۴ – ۲۴ اکتبر ۱۹۴۲) بازیگر اهل ایالات متحده آمریکا بود.
از فیلم‌هایی که وی در آن نقش داشته‌است، می‌توان به این به آن در، گشت نیمه‌شب، بانویی از لوئیزیانا، زحمت را کم کن، ماریتای بدجنس، شبی در اپرا، عصر جدید، دختر کولی، به‌سوی غرب، جرم بین‌المللی، گروه رگتایم الکساندر، کله‌پوک‌ها، کنتاکی، کلرادو، در کالیفرنیای قدیم، باج‌گیری، دختر خانه‌دار، نخاله‌ها در دریا، من و رفیقم، روابط ما، برادر شیطان و لیلیان راسل اشاره کرد.